# Mäeküla (Otepää)
Mäeküla es una localidad situada en el municipio de Otepää, en el condado de Valga, Estonia. Según el censo de 2021, tiene una población de 36 habitantes.